# Hermann Rasch (Landrat)
Hermann Rasch (* 11. Oktober 1859 in Nienburg/Weser; † 16. Mai 1935 in Aue) war ein deutscher Verwaltungsbeamter und Landrat des Kreises Flensburg-Land.

## Leben
Rasch war zunächst bei der Schleswiger Regierung tätig, bevor er im April 1889 Landrat des Kreises Flensburg-Land wurde. Er trieb den Wege- und Straßenbau im Kreis voran, ebenso die Neuordnung der Kreisfinanzen und der Finanzen der Kreisbahn. In seiner Amtszeit wurden daneben die ländlichen Krankenkassen reorganisiert. Der Jugendfürsorge und dem Ausbau des Volksschulwesens galten ebenso seine Interessen. Daneben trat er jedoch auch der Sozialdemokratie entschieden entgegen, nicht zuletzt durch die Gründung des „Angler Vereins für Volkswohl“. Sein Verhältnis zu den Bauern in Angeln, organisiert im „Bund der Landwirte“, war jedoch äußerst angespannt und führte sogar zu Gerichtsverfahren.
Im Juli 1899 wurde Rasch an die „Königliche Ministerial-Militär- und Baukommission“ nach Berlin versetzt. Nach dem Ersten Weltkrieg wurde Rasch Regierungsvizepräsident in Frankfurt (Oder) und trat 1924 in den Ruhestand. Nach 1930 soll er sich dem sozialdemokratischen Reichsbanner angeschlossen haben. Wohl deshalb wurde ihm nach 1933 seine Beamtenpension gekürzt.
Er war Mitglied der Studentenverbindung Lunaburgia Göttingen.